# Leandro Greco
Leandro Greco (* 19. Juli 1986 in Rom, Italien) ist ein ehemaliger italienischer Fußballspieler und heutiger -trainer.

## Karriere als Spieler
Greco begann seine Karriere 1996 in der Jugend des AS Rom und durchlief diese vollständig. Nachdem er bereits seit 2004 zum Profikader gehört hatte, wurde er zunächst von 2006 bis 2008 an Hellas Verona verliehen. Danach folgten Leihgeschäfte mit dem AC Pisa und Piacenza Calcio. Insgesamt absolvierte er für die Roma 35 Spiele in der Serie A.
2012 wurde er an Olympiakos Piräus abgegeben. In der Saison 2013/14 wechselte Greco zum italienischen Klub AS Livorno, ein Jahr später zum CFC Genua. Von Hellas Verona wechselte er 2017 weiter zum FC Bari 1908 und wurde im Januar 2018 für sechs Monate an Foggia Calcio ausgeliehen. Nach weiteren Stationen bei US Cremonese, Foggia, Cosenza Calcio und AC Perugia Calcio beendete Greco seine Karriere im Sommer 2021 beim FC Südtirol.

## Karriere als Trainer
Unmittelbar im Anschluss an die Beendigung seiner Laufbahn als Spieler startete Greco 2021 seine Trainerkarriere als Co-Trainer des FC Südtirol. Im Sommer 2023 übernahm er seine erste Cheftrainerposition bei Olbia Calcio 1905. Dort wurde er im Januar 2024 entlassen. Nachdem er ab August 2024 die U19 von Frosinone Calcio trainiert hatte, übernahm er dort Ende Oktober die Position des Cheftrainers. Am 17. Februar 2025 wurde er freigestellt.